# 목도리

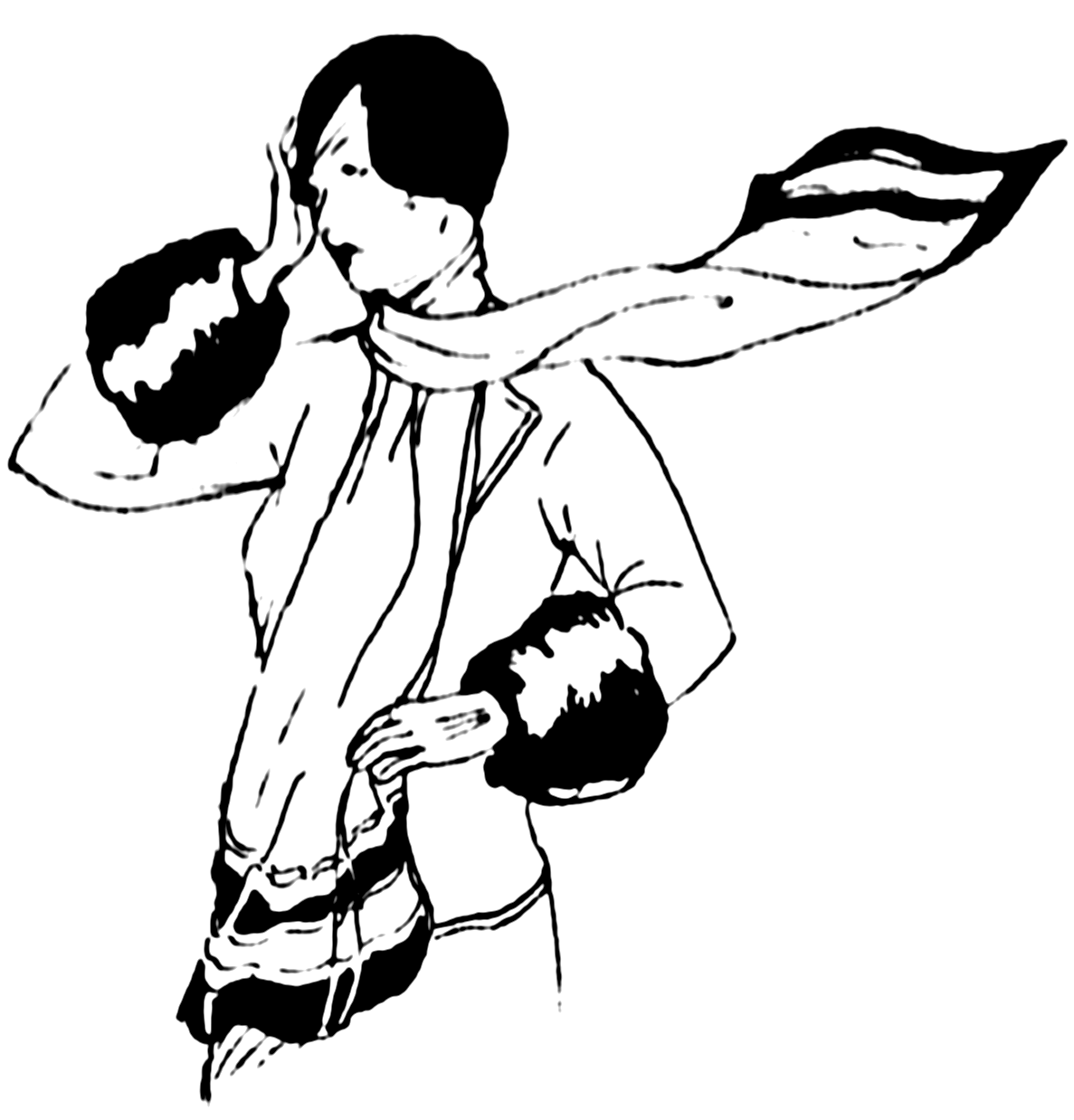
목도리의 한 예

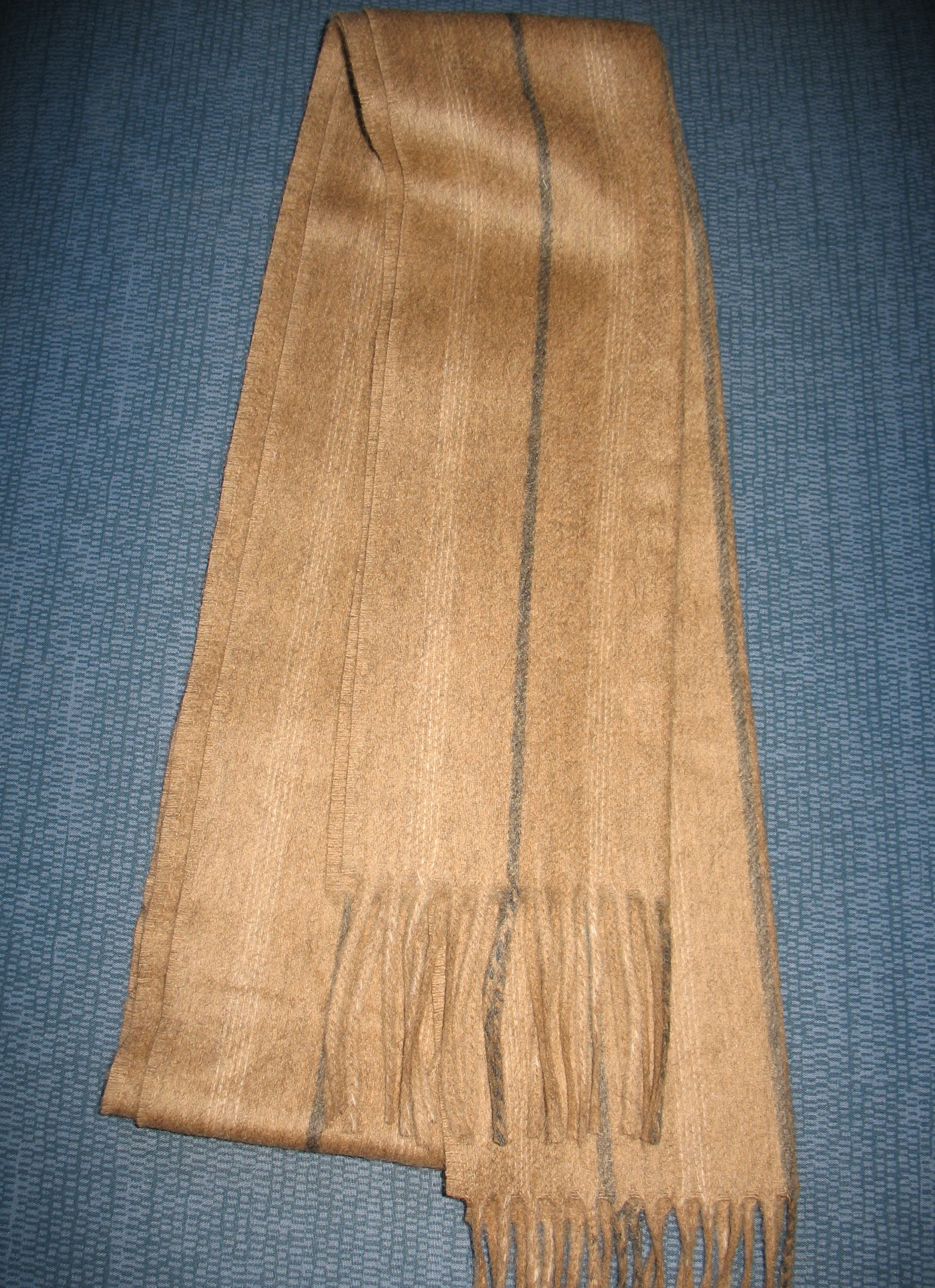
캐시미어 목도리

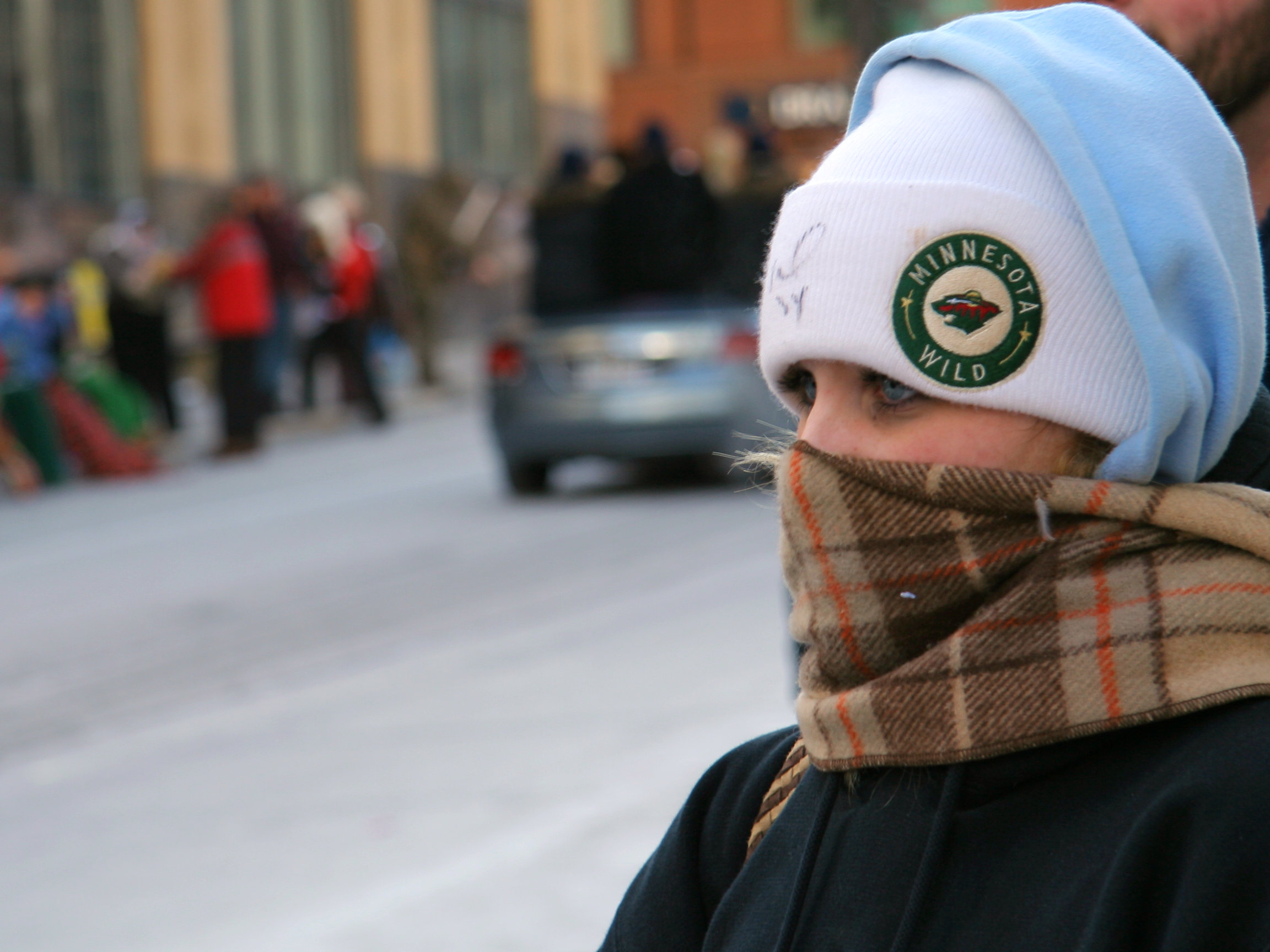
목도리를 감은 사람

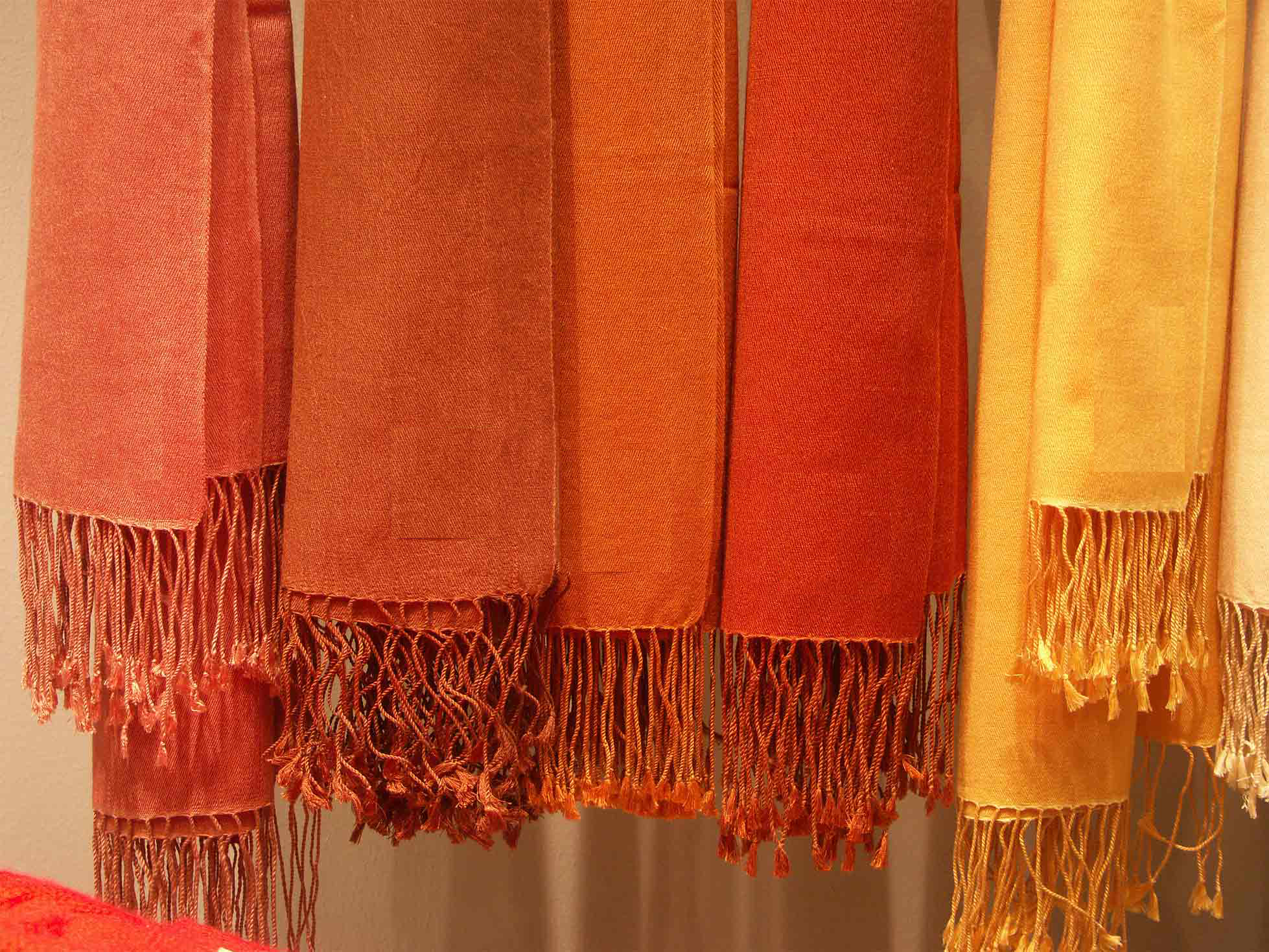

목도리(영어: scarf, 문화어: 목수건)는 목에 감거나 머리 부근 또는 허리 주위를 싸매는 천을 말하는데, 주로 보온이나 청결, 장식, 종교 등의 이유로 쓰인다. 목도리는 여러 가지 색깔로 만들어진다.
현대 영어에서는 scarf라고 하는 것이 많지만, 스카프는 원래는 군복의 식대로부터 크게 의미가 퍼진 말로 한국어의 스카프는 여성 장식용의 정사각형 옷감을 말한다.

## 형상·소재
방한도구의 하나. 폭 수십cm, 길이 2m 정도의 장방형의 옷감으로, 이것을 필요에 따라서 작게 접어 목에 감아, 목이나 어깨의 방한을 한다.
소재는 울, 면 등이지만, 양모를 짜 만드는 것도 많다.
형상이 단순하고 길이를 잘못해도 지장이 없기 때문에, 손뜨기의 초보에게 선택되는 일도 많다. 여성으로부터 남성에게로의 선물에 손수 만든 머플러가 선택되는 것을 자주 볼 수 있다.

## 옷입기
일본에서는 에도시대에는 은거가 하는 것이며, 젊은이의 착용은 환자로 한정되었다. 1883~1884년 즈음에는, 목도리는 피부의 저항력을 약화시켜, 위생 보건상 오히려 유해하다고 주창되었다.
작게 접지 않고 길게 늘리는 스타일이 때때로 유행하지만, 자전거·오토바이·에스컬레이터 등에 말려 들어가면 위험하다. 이사도라 덩컨의 사인 외에 근년에도 사망예가 있다.
예장에서는 경사라면 흰 머플러, 조사에서는 검은 머플러가 되지만, 고전적인 복장이므로, 현재는 그다지 엄격하지 않다.

## 타올 머플러

### 스포츠 응원 상품

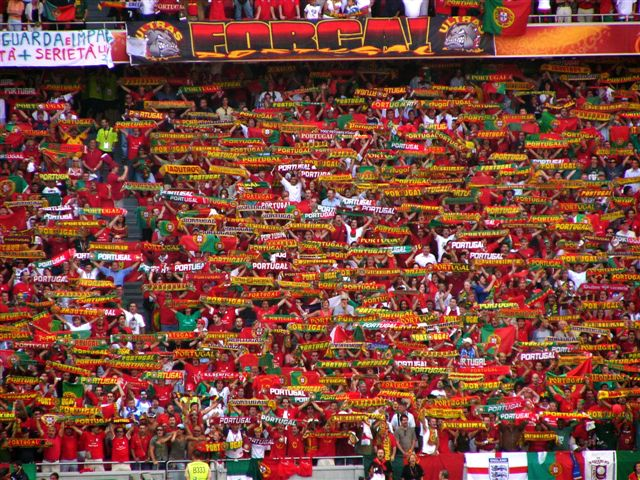
머플러를 내건 서포터

축구·야구 등의 응원에 이용하는 타올 머플러. 폭은 보통 머플러와 거의 같지만, 길이는 1m에서 1.5m까지 여러가지이고, 최근에는 140cm로 조금 길어서, 앞으로 묶었을 때에 팀 로고를 강조한 것이 증가했다. 축구의 응원 상품으로서는 가장 유명한 물건이지만 유럽 등에서는 아직껏 옛부터의 니트 머플러가 주류이다. 사용 방법으로서는 목에 감기, 선수 입장 때 내걸기, 응원 콜에 맞추어 휘두르기 등이 있다. 여름철에는 땀을 빨아들이고, 머플러 본래의 목적인 방한도구라고 해도, 두꺼운 쟈가드 방직의 물건은 중국 니트 등보다 따뜻하고, 면 100% 소재이므로 피부의 약한 사람도 안심하고 사용할 수 있는 장점이 있다.

## 창작 작품에서의 목도리
만화나 애니메이션, 실사 작품 등에서 등장 인물이 패션으로서 머플러를 몸에 대고 있는 것이 많다. 그것이 변해 캐릭터의 트레이드 마크가 되는 일이 있다. 예로서는 사이보그 009의 전사, 가면라이더의 각 주인공들을 들 수 있다.
이러한 캐릭터는 「속도」를 연출하는 의미가 있고, 바람에 휘날리는 머플러는, 시각적으로도 캐릭터가 고속으로 움직이고 있다는 일을 만화·실사에 관계없이 표현하기 쉽기 때문이다. 고로, 오토바이를 달리는 히어로인 가면 라이더의 머플러에 방한도구로서의 설정은 없다. 하지만, 가면라이더 시리즈 중에서 심해 개발용 사이보그인 가면 라이더 X나 혹성 개발용 사이보그인 가면 라이더 슈퍼 1 등에 이르러서는, 그 설정상 머플러가 방한도구나 속도의 표현조차 아닌 가면 라이더 고유의 심볼로서의 의미가 강해지고 있다.
닌자 물건의 작품에서도, 같은 연출은 볼 수 있다(목에 긴 옷감을 감은 사스케 등). 이 외, 캐릭터가 목을 숨길 목적으로 머플러를 상시 몸에 두른 예도 있다.
또, 왕복기관 시대의 전투기 파일럿(혹은 특공대원)이 높은 고도를 비행하기 위해, 머플러를 상비품으로 하고 있었기 때문에, 전시중·전후 얼마 되지 않은 당시의 아이들이 동경하던 히어로상(고글·전투복·머플러를 몸에 걸침)에 영향을 줬다는 지적이 있다.

## 같이 보기
- 반다나
- 헤드스카프
- 숄